# ظهارة الشبكية المصطبغة
ظهارة الشبكية المصطبغة أو الظهارة الصباغية الشبكية أو الظهارة المصطبغة الشبكية هي طبقة من الخلايا ذات الصبغة موجودة مجاورة للمنطقة الحسية العصبية من الشبكية والتي تغذي الخلايا البصرية الشبكية، وترتبط بقوة بالخلايا البصرية المشيمية الواقعة فوقها والخلايا البصرية الشبكية الواقعة تحتها.